# یان شافرات
یان شافرات (انگلیسی: Jan Schaffrath؛ زادهٔ ۱۶ مارس ۱۹۷۱) دوچرخه‌سوار اهل آلمان است.